# Лямин, Василий Фёдорович
Васи́лий Фёдорович Ля́мин (28 декабря 1928, Вавож, Вятская губерния — 30 мая 2011, Старый Оскол, Белгородская область) — советский строитель, экскаваторщик, Герой Социалистического Труда (1958).

## Биография
Родился 28 декабря 1928 года в селе Вавож (ныне — райцентр в Удмуртии).
Учился в Брызгаловской средней школе в селе Брызгалово Вавожского района.
С 1950 года работал машинистом экскаватора управления механизации ПСМО «Куйбышевгидрострой», затем трудился на строительстве Куйбышевской ГЭС им. В. И. Ленина бригадиром-машинистом молодёжного экипажа. Его экскаватор использовался на самых сложных участках земляных работ, на разработке скальных грунтов на подводящем канале и котловане под здание гидроэлектростанции.
Затем — также работал машинистом экскаватора треста «Волчанскуголь» Свердловской области. В 1960—1970 годах работал экскаваторщиком на руднике Курской магнитной аномалии, участвовал в строительстве Стойленского рудника.
Член КПСС с 1957 года, был делегатом XXI съезда КПСС.
После выхода на пенсию жил в г. Старый Оскол, был председателем Старооскольского городского совета ветеранов войны, труда, Вооружённых Сил и правоохранительных органов.

## Награды
- Герой Социалистического Труда (1958)
- Орден Ленина (1958)
- Орден Октябрьской Революции
- медаль «За доблестный труд»
- Почётная грамота Президиума Верховного совета Российской Федерации (1993)[6]
- Почётный гражданин города Старый Оскол и Старооскольского района (4.12.1987)[7].